# Liste der Monuments historiques in Bégadan
Die Liste der Monuments historiques in Bégadan führt die Monuments historiques in der französischen Gemeinde Bégadan auf.

## Liste der Bauwerke
| Bezeichnung        | Beschreibung              | Standort | Kennzeichnung | Schutzstatus | Datum | Bild           |
| ------------------ | ------------------------- | -------- | ------------- | ------------ | ----- | -------------- |
| Schloss Laujac     | Erbaut im 17. Jahrhundert | (Lage)   | PA33000167    | Inscrit      | 2013  |                |
| Kirche St-Saturnin | Erbaut im 12. Jahrhundert | (Lage)   | PA00083134    | Classé       | 1862  | weitere Bilder |

## Liste der Objekte

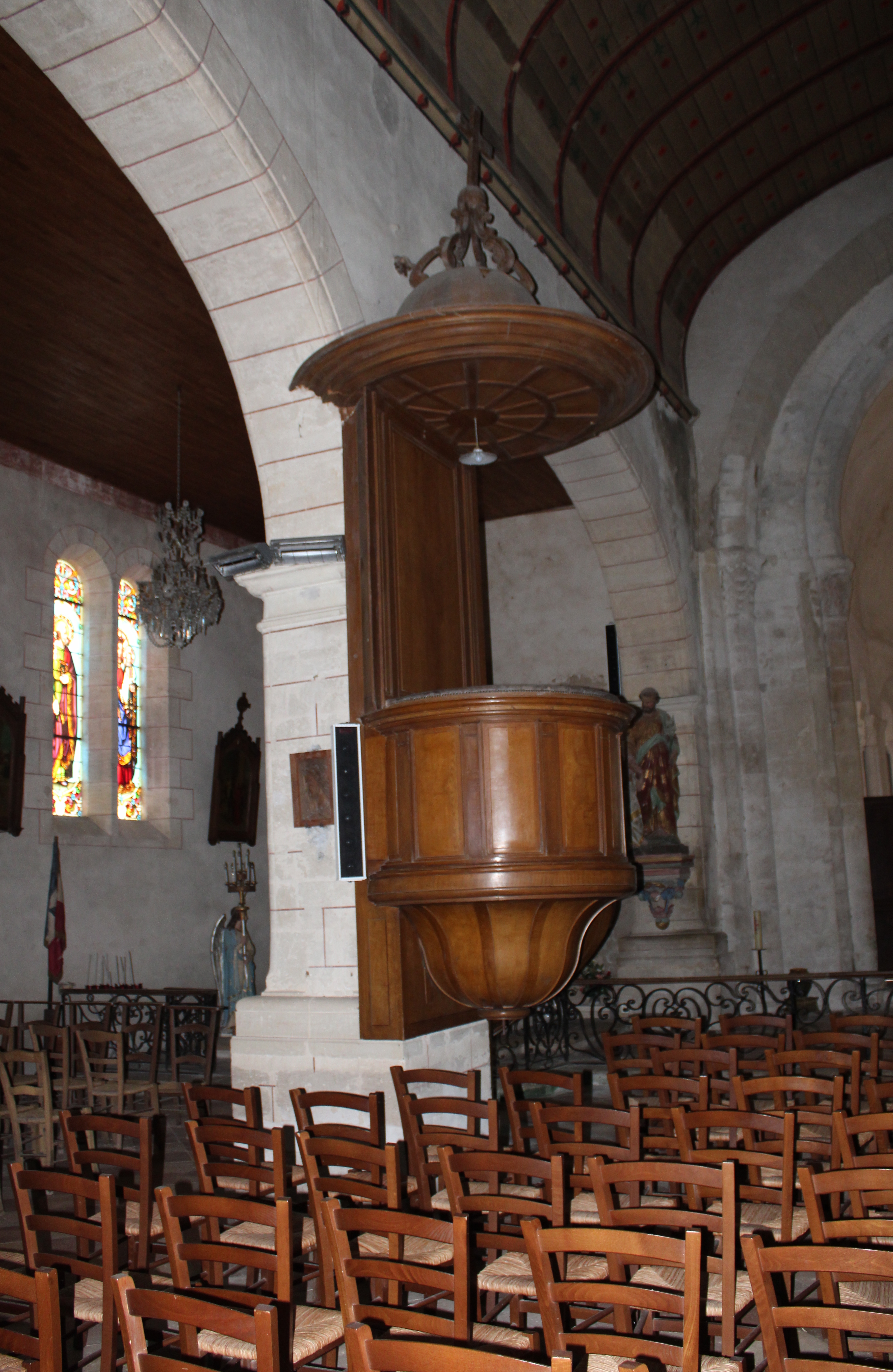
Kanzel in der Kirche St-Saturnin

- Monuments historiques (Objekte) in Bégadan in der Base Palissy des französischen Kultusministeriums